# Consuelo Vega
Consuelo Vega Díaz (Aller, 24 de setembro de 1961) é uma filóloga e escritora asturiana.

## Biografia
De família de tradição mineira, ficou órfã de pai aos dois anos, e mudou-se com a família (mãe e irmão) para Gijón. Realizou os seus estudos primários no Orfanato de Mineiros Asturianos de Oviedo, e os estudos secundários no Instituto de Llugones. Entre 1979 e 1980 estudou filologia espanhola na Universidade de Oviedo, tendo licenciado-se em 1985. Após trabalhar como docente, em 1987 trabalhou como filóloga na administração do Principado das Astúrias, vinculando-se primeiro ao Departamento de Política Linguística e posteriormente ao Instituto Adolfo Posada de Administração Pública. Foi galardoada com o Prémio María Josefa Canellada de Narrativa em 1994, atribuído pelo Departamento de Cultura das Astúrias, pela obra Cera frío. Em 2001 recebeu o Prémio Fernández Lema de Contos pela obra Qué viaxe inútil la vida, e em 2014 recebeu o Prémio Tertulia Malory de melhor livro asturiano, pela obra Más espeso que l'agua.
Entre 2003 e 2005 trabalhou no gabinete do então presidente do Principado das Astúrias, Vicente Álvarez Areces, e em 2007 ocupou o cargo de diretora-geral do Património Cultural e Política Linguística na III Legislatura do presidente Vicente Álvarez Areces. Entre 2008 e 2011 foi diretora-geral de Política Linguística. É casada com o escritor Antón García, com quem tem uma filha e vive em Oviedo.